# 費爾菲爾德 (特拉華州)
費爾菲爾德（英語：Fairfield）是位於美國特拉華州紐卡斯爾縣的一個非建制地區。該地的面積和人口皆未知。

## 地理
費爾菲爾德的座標為39°41′45″N 75°46′14″W / 39.69583°N 75.77056°W，而該地的平均海拔高度為36米（即118英尺）。